# Phyllonorycter stephanota
Phyllonorycter stephanota är en fjärilsart som först beskrevs av Edward Meyrick 1907.  Phyllonorycter stephanota ingår i släktet guldmalar, och familjen styltmalar. Inga underarter finns listade i Catalogue of Life.